# Jean-Claude-Elisabeth Goullard
Jean-Claude Élisabeth Goullard est un religieux et homme politique français né le 2 décembre 1744 à Lyon (Rhône) et décédé le 3 novembre 1825 au même lieu.
Curé à Roanne, il est député du clergé aux États généraux de 1789 pour le bailliage du Forez. Il participe activement à l'abolition des privilèges, lors de la nuit du 4 août. Il s'oppose à la constitution civile du clergé en 1791.

## Sources
- « Jean-Claude-Elisabeth Goullard », dans Adolphe Robert et Gaston Cougny, Dictionnaire des parlementaires français, Edgar Bourloton, 1889-1891 [détail de l’édition]